# 동반 탈주
《동반 탈주》(영어: Flashback)는 미국에서 제작된 프랑코 아무리 감독의 1990년 모험 코미디 영화이다. 데니스 호퍼, 키퍼 서덜랜드 등이 출연하였고, 마빈 워스 등이 제작에 참여하였다.

## 출연
- 데니스 호퍼
- 키퍼 서덜랜드
- 캐럴 케인
- 폴 둘리
- 클리프 디영
- 리처드 매서
- 마이클 매키언
- 캐슬린 요크

## 기타 제작진
- 공동 제작: 데이비드 로커리
- 배역: 낸시 포이
- 미술: 빈센트 크레시먼
- 의상: 아일린 케네디